# 木村玉之助 (10代)
10代 木村 玉之助（きむら たまのすけ、本名：加藤千代松、1873年9月4日 - 1938年2月19日）は大相撲の元立行司。所属は中村部屋。

## 人物
出身は大阪府ともいわれるが正確には不明。父は大坂相撲の番付版木彫師だった加藤判三九でその縁もあり行司を志望した。
岩井駒千代を名乗り1888年9月に番付初見。木村重二郎から岩井重二郎と改名し、1898年4月岩井追之助で格足袋（十両格）に昇進。木村追之助、木村重治郎から1916年1月木村晴彦となり上位4人目。1917年6月3人目、1919年5月次席となり9代目木村玉之助の急死により、1921年6月47歳で木村玉之助を襲名する。温厚で後進の指導に尽くし1926年1月まで6年間、大阪の立行司としてトップであった。1927年に東京との合併により木村庄之助、式守伊之助に次ぐ3人目の地位となった。合併当初は立行司としての地位で重んじられ、裁く番数は1931年1月まで日替わりで結び1番と同格だった。大阪からの加入で3人目の地位に甘んじ、巡業は小相撲に参加していたため苦労していた。
1937年5月限り63歳で行司を引退し年寄・岩友玉翁を襲名、1938年1月には岩友晴彦としたが、1938年2月19日64歳で急死した。戒名、墓所は不明。
弟の加藤登良三も行司であり兄と同じく1888年9月に木村庄三で番付初見、5人目から6人目の地位まで昇進したが1920年1月限り引退し、頭取（年寄）高崎となり東西合併後の1928年5月頃に死去するまで番付にあった。